# William Utermohlen
William Charles Utermohlen,  ameriški likovni umetnik, * 5. december 1933, South Philadelphia, Pensilvanija, ZDA, † 21. marec 2007, London, Združeno kraljestvo.
Utermohlen je zaslovel kot figurativni umetnik s svojimi poznimi portreti, ki jih je ustvaril po postavitvi diagnoze verjetne Alzheimerjeve bolezni. Postopoma je izgubljal spomin, kar se je začelo približno štiri leta pred postavitvijo diagnoze leta 1995, in je v tem času začel serijo avtoportretov, na katere so delno vplivali Francis Bacon in nemški ekspresionistični filmski ustvarjalci.
Rodil se je prvi generaciji nemških priseljencev v Philadelphii (četrt South Philadelphia). Leta 1951 je prejel štipendijo za šudij na Filadelfijski akademiji likovnih umetnosti (PAFA). Po končani vojaški službi je leta 1953 odšel na izpopolnjevanje v zahodno Evropo, kjer se je seznanil z renesančnimi in baročnimi umetniki. Leta 1962 se je preselil v London in se leta 1965 poročil z umetnostno zgodovinarko Patricio Redmond. Leta 1972 se je preselil v Massachusetts, kjer je učil na fakulteti Amherst College, leta 1975 pa se je vrnil v London.
Utermohlen je umrl neznan 21. marca 2007 v 74. letu starosti, njegova pozna dela pa so posmrtno postala prepoznavna. Njegovi avtoportreti veljajo za posebej pomembne pri razumevanju postopnih učinkov nevrokognitivnih motenj.